# Удодов, Илья Викторович
Илья Викторович Удодов (бел. Ілья Віктаравіч Удодаў; род. 6 декабря 2000, Могилёв) — белорусский футболист, защитник клуба «Молодечно-2018».

## Карьера

### «Днепр-Могилёв»
Воспитанник футбольной академии могилёвского «Днепра». В 2019 году футболист выступал за дублирующий состав могилёвского клуба «Дняпро». В 2020 году футболист присоединился к заново созданному могилёвскому «Днепру», вместе с которым стал выступать во Вторую лиге. По итогу дебютного сезона футболист вместе с клубом стал победителем чемпионата, заработав прямое повышение в Первую лигу. Первый матч в новом сезоне футболист сыграл 16 мая 2021 года в матче против «Слонима-2017», выйдя на поле в стартовом составе. Первым в сезоне забитым голом за клуб футболист отличился 18 июля 2022 года в матче против бобруйской «Белшины». В сентябре 2021 года футболист выбыл из распоряжения клуба джо конца сезона. По итогу сезона футболист вместе с клубом завершил чемпионат на итоговом пятом месте. По окончании сезона футболист покинул клуб.

### «Ноа»
В январе 2022 года футболист на правах свободного агента присоединился к армянскому клубу «Ноа», подписав контракт до конца сезона. Дебютировал за клуб футболист 24 февраля 2022 года в матче против ереванского «Арарата», выйдя на поле в стартовом составе. Начинал сезон футболист как игрок стартового состава, однако в матче 14 марта 2022 года против клуба «Арарат-Армения» футболист получил травму и был заменён на 54 минуте. Затем футболист на поле так и не вышел, пару матчей проведя на скамейке запасных. По итогу сезона футболист вместе с клубом завершил чемпионат на итоговом шестом месте в турнирной таблице. Результативными действиями за армянский клуб футболист так и не отличился. По окончании сезона футболист покинул клуб в связи с окончанием срока действия контракта. 

### «Тверь»
В июле 2022 года футболист на правах свободного агента присоединился к российской «Твери», подписав контракт до конца сезона. Дебютировал за клуб футболист 24 июля 2022 года в матче против дзержинского «Химика», выйдя на поле в стартовом составе. На протяжении первой половины сезона футболист первоначально выступал как один из ключевых игроков стартового состава, однако затем присел на скамейку запасных, выходя на поле лишь под конец основного времени тайма, результативными действиями не отличившись. В декабре 2022 года футболист покинул российский клуб, расторгнув контракт по соглашению сторон.

### «Орша»
В феврале 2023 года футболист присоединился к «Оршу», подписав контракт до коцна сезона. Дебютировал за клуб футболист 2 апреля 2023 года в матче против могилёвского «Днепра», выйдя на поле в стартовом составе. Первым результативным действием за клуб футболист отличился 11 июня 2023 года в матче против «Осиповичей», отдав голевую передачу. Дебютным забитым голом за клуб футболист отличился 16 сентября 2023 года в матче против «Макслайна». На протяжении сезона футболист выступал за клуб в роли одного из основных игроков, отличившись забитым голом и 2 результативными передачами. По итогу сезона футболист вместе с клубом завершил чемпионат на итоговом четырнадцатом месте. По окончании сезона футболист покинул оршанский клуб.

### «Белшина»
В январе 2024 года футболист перешёл в бобруйскую «Белшину», подписав однолетний контракт. Дебютировал за клуб футболист 6 апреля 2024 года в матче против «Слонима-2017», выйдя на поле в стартовом составе. Первыми результативными действиями за клуб футболист отличился 7 сентября 2024 года в матче против пинской «Волны», оформив дубль из результативных передач. Также футболист по итогу прошедшего тура стал лучшим игроком по показателям Рустата. По итогу сезона футболист вместе с клубом завершил чемпионат на итоговом четвёртом месте в турнирной таблице. На протяжении сезона футболист выступал за бобруйский клуб в роли одного из ключевых игроков, отличившись 3 голевыми передачами. По окончании сезона футболист покинул бобруйский клуб.

### «Молодечно-2018»
В январе 2025 года футболист проходил просмотр в мозырской «Славии». В конце января 2025 года футболист на правах свободного агента присоединился к клубу «Молодечно-2018», подписав контракт до коцна сезона. Дебютировал за клуб футболист 28 марта 2025 года в матче против мозырской «Славии», выйдя на поле в стартовом составе.

## Международная карьера
Футболист получал вызов в юношескую сборную Беларуси до 20 лет на учебно-тренировочный сбор.

## Достижения
«Днепр-Могилёв»
- Победитель Второй лиги: 2020